# Вахтанг Чабукиани
Вахтанг Михеилис дзе Чабукиани (на грузински: ვახტანგ მიხეილის ძე ჭაბუკიანი) е грузински балетист и хореограф.
Роден е на 12 март (27 февруари стар стил) 1910 година в Тифлис в семейството на дърводелец. В ранна възраст започва да учи балет при Мария Перини и на четиринадесет години вече работи в Тифлиската опера. През 1926 година заминава за Русия, през 1929 година завършва балетно училище в Ленинград, след което работи в Мариинския театър, където става балетмайстор. През 1941 година се връща в Тбилиси и до 1973 година ръководи балетната трупа на Тбилиската опера.
Вахтанг Чабукиани умира на 6 април 1992 година в Тбилиси.